# Basaltfaser
Basaltfasern(BF)  sind Filamentgarne, die aus einer flüssigen Basaltschmelze  durch  Schmelzspinnen erzeugt werden. Sie können auch zu Stapelfaser und Kurzfasern geschnitten werden. Basaltfasern gehören zu den Chemiefasern aus Naturstoffen anorganischen Ursprungs. Für die Herstellung von Filamenten sind nur Basaltgesteine mit einem Siliziumdioxidanteil größer als 46 % geeignet.
Die Zugfestigkeit von Basaltfasern liegt zwischen der von Glas- und Carbonfasern, bei günstigeren Herstellungskosten als letztere.
Endlosbasaltfasern sind gesundheitlich unbedenklich.

## Herstellung
Schon im Jahr 1922 wurde in einem  US-Patent des Franzosen Paul Dhé mit dem Titel Filament composed of Basalt das Ziehen von Filamenten aus geschmolzenem Basalt beschrieben. Aber erst  1985 wurde die erste industrielle Anlage zur Herstellung von Basalt-Filamenten in einem Unternehmen in der Nähe von Kiew (Ukraine) konstruiert und in Betrieb genommen, mit der ein Basalt-Multifilamentgarn von 200 Elementarfäden erzeugt wurde.
Die Herstellung der Basaltfilaments beginnt mit dem Zerkleinern des Rohbasalts in Bruchteile von 5 bis 40 mm, dem Abtrennen von metallischen und magnetischen Verunreinigungen durch Magnettrennung, dem Auswaschen von kleinen Einlagerungen (Staub u. a.) und dem Trocknen. Die so vorbereiteten Stücke werden durch  einen Trichter, der über dem Schmelzofen montiert ist, diesem zugeführt und bei ca. 1450 °C geschmolzen. Über einen Fließspeiser, ein beheiztes Rohr, wird die flüssige, gelb-rot glühende Basaltschmelze in die Düsenwanne gepresst. Aus den Düsenlöchern heraus wird die Schmelze in dünnen Filamenten gezogen (pultrudiert). Das erfolgt bei Temperaturen von ca. 1300 °C. Der Durchmesser der Filamente liegt im Bereich von 10 bis 20 µm, abhängig von dem Düsenlochdurchmesser und der Viskosität der Schmelze. Um eine bessere Verarbeitung zu gewährleisten und die Haftung zu Matrixsystem zu verbessern, wird eine spezielle Schlichte (auf Silan beruhend) auf die Basaltfilamente aufgetragen. Die ersponnenen  Elementarfadenbündel können zu einem Garn gedreht werden, zu einem Roving zusammengefasst werden oder zu Kurzfasern geschnitten werden.
In der Herstellung von Basaltfasern war die Sowjetunion führend. Heute werden Basaltfasern hauptsächlich in Russland, China, USA und Deutschland hergestellt.
| Typische Eigenschaften von Basaltfasern | Typische Eigenschaften von Basaltfasern |
| --------------------------------------- | --------------------------------------- |
| Dichte                                  | 2,60…2,80 g/cm³                         |
| Filamentdurchmesser                     | 6…21 µm                                 |
| Zugfestigkeit des Filaments             | 3,0…4,84 GPa (kN/mm²)                   |
| Zug-/E-Modul                            | 93…110 GPa                              |
| Bruchdehnung                            | 3,1… 6 %                                |
| Temperaturbelastbarkeit                 | −260…+600 °C                            |
| Wärmeleitfähigkeit                      | 0,035 W/(m·K)                           |
| Spezifische Wärmekapazität              | 0,72… 1,00 kJ/(kg·K)                    |

## Zusammensetzung und Eigenschaften
Die chemische Zusammensetzung der Basaltfaser ist von dem beim Hersteller verwendeten Rohbasalt abhängig und kann deshalb von Hersteller zu Hersteller differieren.  Basaltfasern enthalten  fünf wesentliche Elementargruppen, deren Anteile in Masseprozenten  in der folgenden Zusammenstellung angegeben sind:.
- {\displaystyle \mathrm {SiO_{2}} }: 46,6 bis 51,5 %
- {\displaystyle \mathrm {Al_{2}O_{3}} }: 11,5  bis 18,2 %
- {\displaystyle \mathrm {CaO} }: 4,8 bis 11,1 %
- {\displaystyle \mathrm {MgO} }: 0,40 bis  9,80  %
- {\displaystyle \mathrm {Fe_{2}O_{3}} }: 4,0 bis 7,5 %.

Die Zusammensetzung des Basalts beeinflusst dessen Verarbeitungseigenschaften und letztendlich die Fasereigenschaften. Ein höher CaO-Anteil im Rohbasalt reduziert die Schmelztemperatur und ermöglicht damit eine einfachere Homogenisierung der Schmelze, was wiederum die Filamentherstellung unterstützt. Der Anteil von {\displaystyle \mathrm {Fe_{2}O_{3}} } und FeO hat einen sehr bedeutenden Einfluss auf die physikalisch-mechanischen Eigenschaften sowie die Dichte, die Farbe und die Temperaturbeständigkeit; je höher der Anteil, umso dunkler wird die braun-grüne Farbe und desto mehr widersteht sie höheren Temperaturen.
Basaltfasern sind nicht entflammbar. Sie verfügen über einen ausgezeichneten Wärmeleitwiderstand und elektrischen Widerstand. Außerdem besitzen sie einen hohen Schallabsorptionsgrad. Ihre chemische Beständigkeit gegenüber Säuren und organischen Lösungsmitteln ist gut. Ihre Empfindlichkeit im alkalischen Bereich ist gegenüber E-Glasfasern geringer.

## Anwendung
Basaltfasern werden als Verstärkungsfasern in Faser-Kunststoff-Verbunden oder als Hitzeschutzmaterial eingesetzt. Dabei sind sie ein voller Ersatz von Glasfasern in Drehergeweben zur Verstärkung der Kunststoffe.
Basaltfaserstoffe werden auch für Stützgewebe in Filtern für die Heißgasfiltration von aggressiven Stoffen verarbeitet und wie Mineralwolle als Substrat im Gartenbau verwendet.
Stäbe aus Basaltfasern werden als Ersatz für Bewehrungseisen im Beton verwendet.